# Ораторий Святого Иосифа

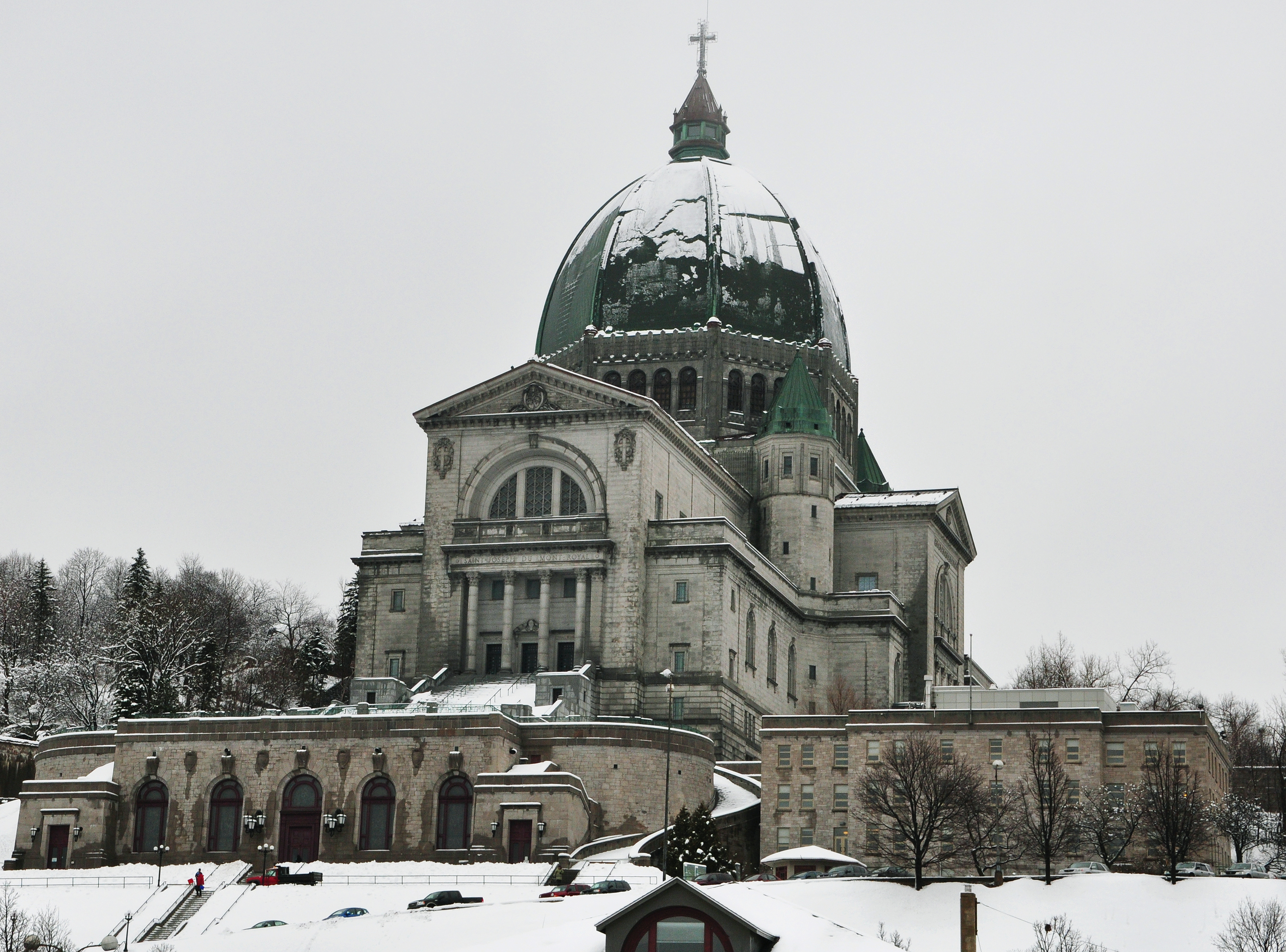
Ораторий в зимнее время

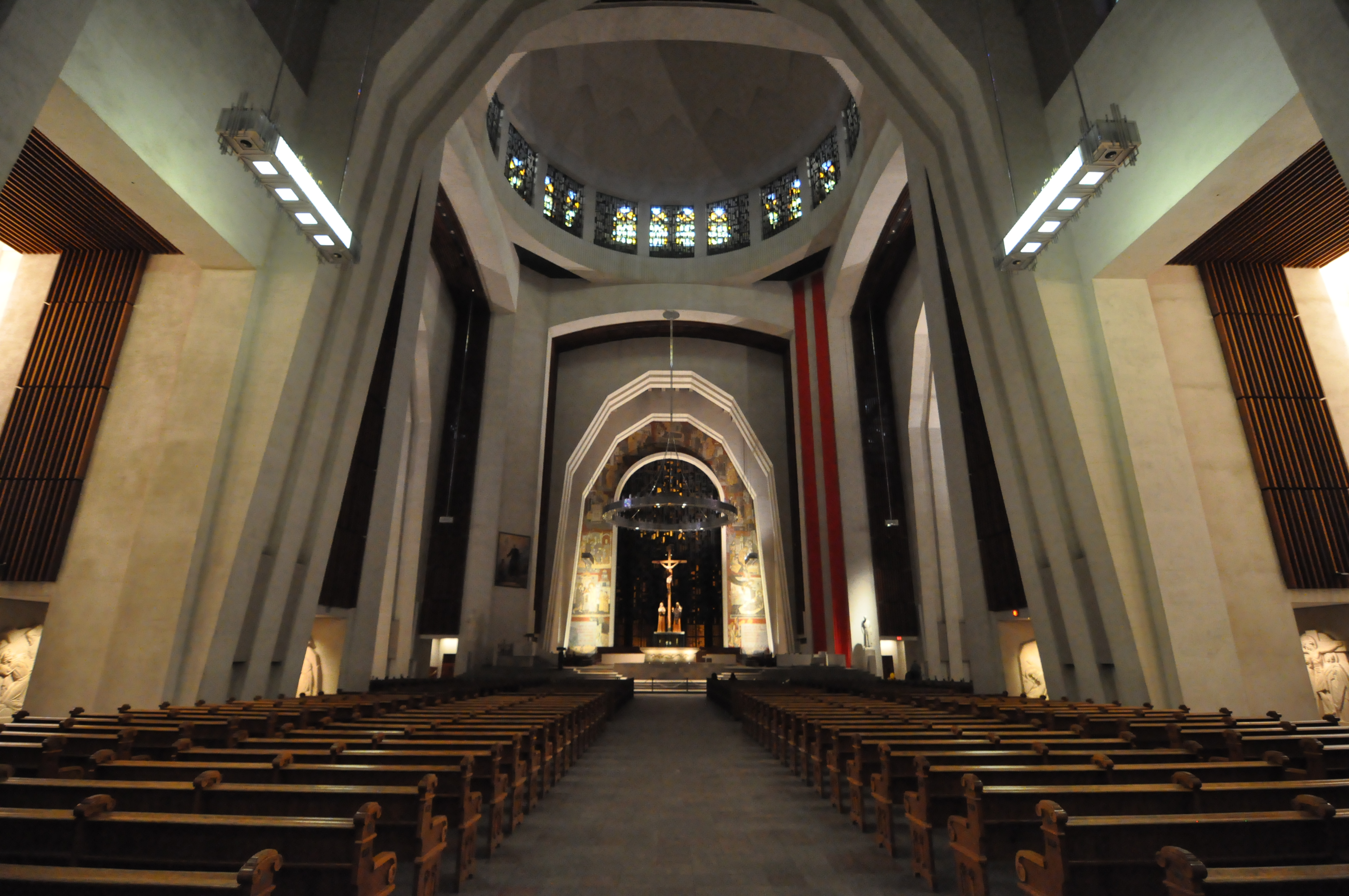
Интерьер оратория

Ораторий Святого Иосифа (фр. Oratoire Saint-Joseph du Mont-Royal) — ораторий Католической церкви, находящийся на горе Мон-Руаяль в городе Монреаль, Канада. Ораторий является малой базиликой и местом паломничества канадских католиков. Ежегодно ораторий святого Иосифа посещают около двух миллионов человек. Ораторий внесён в список исторических памятников Канады.

## История
В 1904 году монах конгрегации Святого Креста Андре Бессетт начал самостоятельно строить небольшую часовню на горе Мон-Руаяль в Монреале. Андре Бессетт в то время прославился среди верующих даром исцеления, и эту часовню стали посещать многочисленные посетители, число которых постоянно увеличивалось. Возникла необходимость в строительстве нового храма. В 1917 году началось строительство нового храма, который, несмотря на то, что был достроен не полностью, был торжественно открыт в 1924 году. Окончательно храм был достроен в 1967 году уже после смерти Андре Бессетта. Купол построенного храма по своей высоте (129 м) стал третьим в мире после соборов Нотр-Дам-де-ла-Пэ в Ямусукро (Кот-д’Ивуар) и собора Святого Петра в Риме.
Ораторий святого Иосифа сегодня является местом католического паломничества. Считается, что здесь происходят многочисленные исцеления инвалидов. В храме находится стена, к которой прикреплены многочисленные костыли, как знак исцеления. Римский папа Иоанн Павел II подтвердил истинность этих чудес, объявив в 1982 году усопшего монаха Андре Бессетта блаженным. В 2010 году Римский папа Бенедикт XVI канонизировал Андре Бессетта. Сегодня в реликварии оратория святого Иосифа находится сердце святого Андре Бессетта.
С 1955 по 1975 год в оратории святого Иосифа работал квебекский композитор Эмильен Аллар, который играл здесь на карильоне.
В 2005 году ораторий святого Иосифа был внесен в список Национальных исторических памятников Канады.

## Искусство
В 1989 году вышел фильм канадского режиссёра Дени Аркана «Иисус из Монреаля», в котором ораторий святого Иосифа стал основным местом действия.